# Monumento funebre di Gaspare Brunelli
Il monumento funebre di Gaspare Brunelli è un complesso scultoreo in marmo parzialmente dipinto e dorato di Gasparo Cairano, databile al 1500 e conservato nella chiesa di San Francesco d'Assisi a Brescia, nella cappella del Sacro Cuore.

## Storia
Nel 1494 Gaspare Brunelli riceve dal priore del convento Francesco Sanson la conferma del patronato sulla cappella della Maddalena in San Francesco, oggi dedicata al Sacro Cuore. A partire dal medesimo anno hanno inizio alcuni lavori di abbellimento della cappella, nell'ambito di un più ampio contesto di rinnovamento dell'intera chiesa promosso dallo stesso Sanson, colui il quale, alla morte avvenuta nel 1499, lascerà per volontà testamentaria la realizzazione della monumentale croce di San Francesco, uno dei maggiori capolavori dell'oreficeria bresciana del tempo.
All'inizio del XX secolo, Paolo Guerrini recupera nell'archivio della famiglia Brunelli a Bassano Bresciano, oggi non consultabile poiché non ancora catalogato, "alcuni documenti" non meglio precisati, secondo i quali "risulta che il mausoleo fu compiuto nel 1496 da M.o Gaspare da Milano". Dato che sul sepolcro è incisa la data 1500, è verosimile che il documento reperito dal Guerrini ne costituisse il contratto di esecuzione. Lo studioso non riferisce neppure il nome del committente, ma è molto verosimile che si tratti dello stesso Gaspare, morto il 10 aprile 1497.
Il monumento non ha mai mutato collocazione nel corso dei secoli, venendo tuttavia privato almeno del medaglione centrale e, probabilmente, anche della cimasa scultorea che doveva ornare il piedistallo superiore.

## Descrizione e stile
Paolo Guerrini, nel 1926, interpreta il recuperato "M.o Gaspare da Milano" autore del sepolcro in Gaspare Pedoni, incappando nello storico equivoco tra i due scultori causato già nel XVI secolo da Giorgio Vasari. Nel 1954, tuttavia, Tonolini e Monegatti lo identificano correttamente in Gasparo Cairano, attribuzione accettata dalla critica successiva e ripresa ancora da Vito Zani nel 2010.
È lo stesso Zani a ipotizzare l'originale presenza di ulteriori sculture a decorazione del sepolcro in seguito perdute, osservando come il piedistallo superiore "si presenta oggi come un piano d'appoggio inutilizzato", trovando idonea la collocazione di figure sacre quali un Compianto o un Cristo risorto oppure ancora profano quali Virtù. Più palese è la lacuna del medaglione centrale della cassa, che in origine doveva ospitare un tondo decorativo, da un semplice marmo colorato piatto o sferico a un rilievo figurato o araldico che poteva pure essere in bronzo.
Il monumento funebre è concepito e costruito su linee di singolare ed austera eleganza, con motivi decorativi sobri e molto dosati sottolineati dalle dorature di rivestimento. Lo scultore dimostra qui di conoscere e rielaborare la tipologia del monumento funebre "pensile", di origine veneziana, inserendovi particolari decorativi singolari quali la soluzione delle zampe leonine angolari che fuoriescono da un elmo. Questo dettaglio si può ritrovare nella contemporanea tomba di Melchiorre Trevisan nella basilica di Santa Maria Gloriosa dei Frari a Venezia, datata 1500 e attribuita alla bottega dei Bregno.